# Sanhédrin (traité)
Pour les articles homonymes, voir Sanhédrin (homonymie).
 (mai 2020).
Si vous disposez d'ouvrages ou d'articles de référence ou si vous connaissez des sites web de qualité traitant du thème abordé ici, merci de compléter l'article en donnant les références utiles à sa vérifiabilité et en les liant à la section « Notes et références ».
Sanhédrin (hébreu : סנהדרין) est l'un des dix traités de l'ordre mishnique Nezikin, l'une des plus importantes sources d'inspiration pour le judaïsme rabbinique. Les interprétations, commentaires et élaborations de Sanhédrin par les Rabbis du Talmud sont d'étonnants précurseurs des principes de  droit commun.
Nezikin est l'ordre des dommages, et s'intéresse aux procédures des tribunaux. Sanhédrin s'intéresse plus particulièrement au droit criminel et pénal.

## Table des matières
Le traité comporte onze chapitres, couvrant les sujets suivants :
1. tribunaux civils et criminels ; comment les juges devraient être désignés ;
2. le roi, le Grand Prêtre et leur rôle dans les procédures judiciaires ;
3. acceptabilité des témoins et décisions à propos des juges qui se récusent ;
4. procédures d'examen d'un témoin, cas dans lesquels il devrait être entendu par plus d'un juge ;
5. procédures judiciaires, y compris les questions et procédures standard requises pour la mise en accusation et l'acquittement ;
6. procédures pour l'exécution après la condamnation ;
7. peines capitales ;
8. peines pour jeunes criminels ;
9. crimes méritant la peine capitale par le feu ou l'épée ;
10. crimes méritant la peine capitale par strangulation ; règles concernant l'esclavage ; conduite à tenir avec des juges rebelles et des faux prophètes ;
11. conséquences pour les âmes des criminels lors de la résurrection (chapitre connu sous le titre de « Helek », l'un des mots de l'intitulé, la fameuse phrase « Kol Israël yesh lahem Helek le olam haba », « Tout Israël a une part dans le monde à venir »).